# Picanha
|  |

| Animal (kg) | Arroba (@) | Média (kg) |
| 160         | 10         | 1,02       |
| 190         | 12         | 1,21       |
| 220         | 14         | 1,40       |
| 250         | 16         | 1,59       |

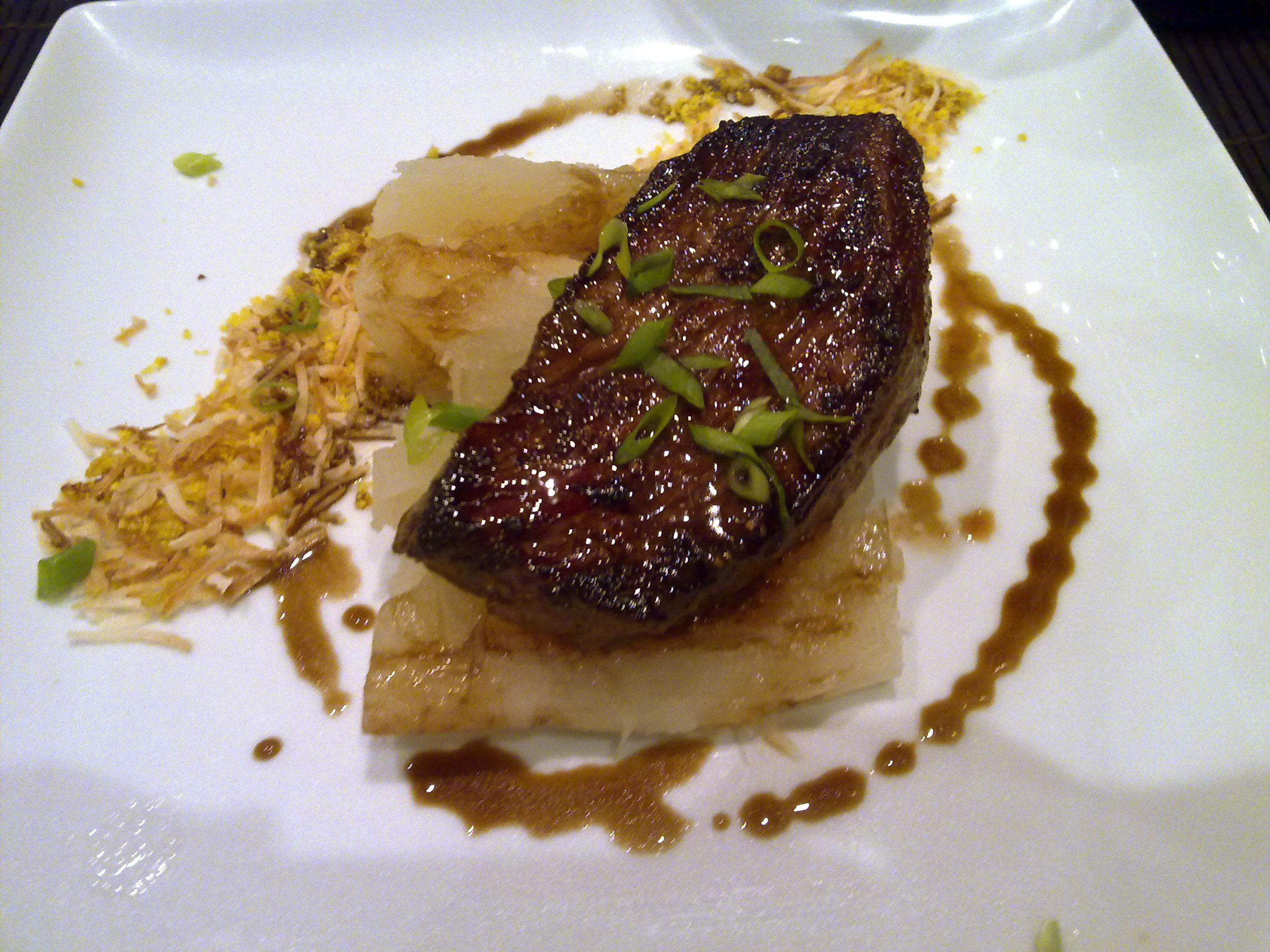
Picanha grelhada com acompanhamentos.

A Picanha é um tipo de corte de carne bovina brasileiro, de origem paulista, criado na cidade São Paulo.
Nos anos 1950, o húngaro Lazlo Wessel (1916–1997) vendia o corte em seu açougue no bairro paulistano do Bixiga para imigrantes alemães que trabalhavam na Volkswagen. Eles já sabiam pedir picanha isolada, sem o resto da alcatra para fazer tafelspitz, um prato cozido, temperado com maçã e raiz-forte, geralmente acompanhado de batatas. No entanto, o primeiro local a assá-la na brasa foi a churrascaria paulistana Dinho, de Fuad Namen Zegaib (1932-2022), a qual serviu o churrasco de picanha em 1973.
O nome do corte provavelmente provém de uma vara usada para manejar o gado chamada de picana, com origem na região sul da Península Ibérica. Ele possui um ferrão na ponta e serve para picar o gado na parte posterior da sua região lombar. Com o passar do tempo esta região do animal passou a ser chamada picana e posteriormente picanha. Recentemente, o aumento da variedade de cortes de carnes suínas originado de ações promovidas pelos suinucultores, fez surgir um novo corte para os admiradores deste tipo de carne, que recebeu o nome de picanha suína.
A Picanha paulista é internacionalmente conhecida e consumida. Em 2023, foi considerado o segundo melhor prato das Américas; em 2024, eleito melhor prato do mundo pelo site especializado TasteAtlas.

## Modos de preparo

### No espeto
Quando assada no espeto, é servida em bifes cortados de forma a "descascar" a peça ainda no espeto, e em seguida retorna ao braseiro para chegar ao ponto de novamente ser cortada e servida. Porém, algumas pessoas acreditam que a peça não deve ser perfurada, pois o suco da carne tende a escapar pelo furo feito pelo espeto.

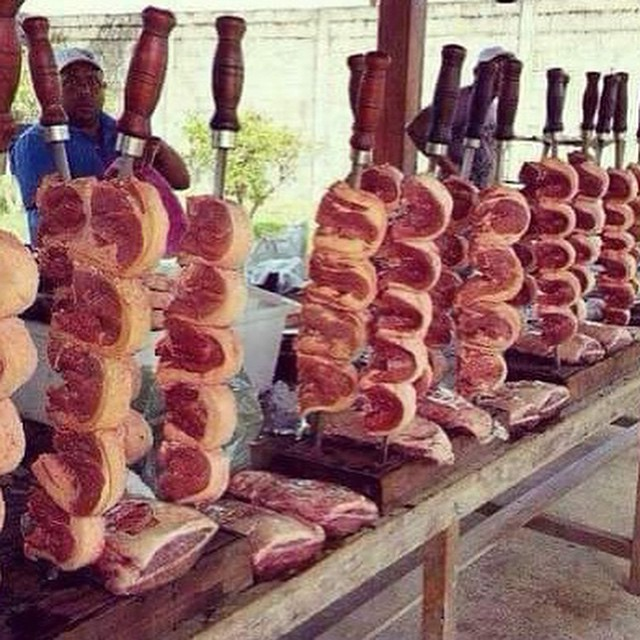
Corte de picanha é famoso internacionalmente

### Na grelha ou assada
Crocante doura-se seus lados por não mais que 5 ou 10 minutos. Em seguida, faz-se novos cortes em cada posta, desta vez na transversal. Novamente doura-se as laterais e salga-se a gosto.
A assim conhecida no jargão por picanha "dois tombos" é também preparada na grelha. Basta tirar bifes da peça e deitá-los na grelha sem nenhum tempero. Assim que se nota que está vertendo um "suor" na parte de cima, tempera-se exclusivamente com sal grosso e vira-se.
Outro modo de preparo é em bifes de aproximadamente 2 cm. Coloca-se sal grosso 10 minutos antes de ir a grelha. Tira-se o excesso de sal e doura-se dos dois lados até o ponto desejado.

## Informação nutricional
| Valor calórico     | 323 kcal | 13% |
| Carboidratos       | 1,92 g   | 1%  |
| Proteínas          | 18,99 g  | 38% |
| Gorduras totais    | 26,59 g  | 0%  |
| Gorduras saturadas | 8,67 g   | 35% |
| Colesterol         | 51,03 mg | 17% |
| Fibras             | 0 g      | 0%  |
| Cálcio             | 9,21 mg  | 1%  |
| Ferro              | 2,34 mg  | 17% |
| Sódio              | 58,61 mg | 2%  |

Obs.: Valores diários em referência com base em uma dieta de 2.500 calorias por porção de 100g com referência para animais do Brasil.